# 鍾離牧
鍾離 牧（しょうり ぼく、生没年不詳）は、中国三国時代の武将。呉に仕えた。字は子幹。揚州会稽郡山陰県の人。父は鍾離緒。兄は鍾離駰。子は鍾離禕・鍾離盛・鍾離徇。三国志呉志に伝がある。陸機著『弁亡論』に見える鍾離斐について、鍾離牧と同一人物とする考証がある。

## 生涯
漢の官僚（魯国の相）鍾離意の七世孫に当たる人物である。父は楼船都尉であり、兄は上計吏であった。
兄は若くから、会稽の謝賛や呉郡の顧譚と同等の名声を有していたという。それに対し鍾離牧は、幼いときから口下手で鈍間な性格だった。兄は鍾離牧が大器であると周囲に述べていた。しかし、当時の人達は誰もそれを信じようとしなかったという。
若いときに永興へ移住し、広範囲な土地の開墾に従事した。しかし収穫の時期、現地住民の中に土地所有権を主張する者が現れたため、争いとなった。鍾離牧は抗弁もせず、その者に土地と収穫物を譲ってやった。後に県長がその住民を収監し、法による処罰を行おうとしたが、鍾離牧はあくまでその住民を庇い、山陰に引き返そうとした。このため県長は鍾離牧を引き留め、住民を釈放した。その住民が以前横領した収穫物を鍾離牧に返却しようとしたが、鍾離牧はそれを受け取ろうとしなかった。このことにより、鍾離牧は名を知られるようになった。
建安21年（216年）、陸遜が鄱陽を討伐したことがあった。鍾離牧も2000人の兵士を率いてこれに従軍したという。
黄龍3年（231年）、潘濬が武陵蛮を征伐したとき、鍾離牧はさらに3000人の兵士を率い従軍した。朝廷内の討議では寡兵の鍾離牧を増援せず見捨てるつもりであったが、呉国（孫権）は鍾離牧を見捨てず、呉国の救援という威勢のおかげで、鍾離牧は何とか生還することができたという。
赤烏5年（242年）、郎中から太子輔義校尉に任命され、太子である孫和に仕えた。
後に昇進し、南海太守となった。赴任先では、長年反乱を続けてきた者達を忽ちの内に討伐、または心服させた。始興太守であった羊衜は滕胤に手紙を送り、その中で鍾離牧を高く評価し功績を称えたという。4年間任務についたが、病気となり職を辞した。
その後、中央に戻り丞相長吏となった。また、司直・中書令と昇進した。太平2年（257年）8月、建安・鄱陽・新都の三郡で反乱が起きると監軍使者となり、廷尉の丁密・歩兵校尉の鄭冑とともにこれを討伐し、黄乱や常倶といった頭目を降伏させ、彼らの兵士を自らの配下に編入した。この功績で秦亭侯に封ぜられ、越騎校尉となった。
永安6年（263年）、蜀漢が滅亡した直後、武陵の五渓蛮が謀反の気配を見せ始めた。このため呉朝廷では衆議が行なわれ、衆議の結果、鍾離牧が討伐の任に当たることとなった。赴任に当たり、平魏将軍・武陵太守を兼務した。魏は漢嘉県長である郭純を派遣し、仮の武陵太守に任じて、武陵蛮の反乱を誘おうとした。このため鍾離牧は高尚など諸将の反対を押し切り、積極的な武断政策を実施して、五渓蛮が反乱しないよう迅速に平定した。これにより、公安督・揚武将軍となり、都郷侯に封じられた。
後、濡須督に転じた。濡須督であった時代、魏への積極的な侵攻作戦を秘かに計画していたが、かつて武陵蛮征伐で見殺しにされかけた経験もあり、万一の失敗を恐れて同郷の朱育に対し「上奏することはできない」と、その心中を吐露したという。
その後、前将軍・仮節にまで至り、再び武陵太守を兼任したが、在官のまま亡くなった。死後、家には財産も残らず、周囲に遺徳を偲ばれたという。
陳寿は、鍾離牧が古人の前例をよく守った点を評している。